# Белешть (комуна, Вранча)
Белешть, Белешті (рум. Bălești) — комуна у повіті Вранча в Румунії. До складу комуни входить єдине село Белешть.
Комуна розташована на відстані 142 км на північний схід від Бухареста, 29 км на південь від Фокшан, 62 км на захід від Галаца, 128 км на схід від Брашова.

## Населення
За даними перепису населення 2002 року у комуні проживали 2182 особи.
Національний склад населення комуни:
| Національність | Кількість осіб | Відсоток |
| -------------- | -------------- | -------- |
| румуни         | 2168           | 99,4%    |
| цигани         | 14             | 0,6%     |

Рідною мовою назвали:
| Мова      | Кількість осіб | Відсоток |
| --------- | -------------- | -------- |
| румунська | 2178           | 99,8%    |
| циганська | 4              | 0,2%     |

Склад населення комуни за віросповіданням:
| Релігія     | Кількість осіб | Відсоток |
| ----------- | -------------- | -------- |
| православні | 2180           | 99,9%    |

## Зовнішні посилання
- Дані про комуну Белешть на сайті Ghidul Primăriilor [Архівовано 15 травня 2012 у Wayback Machine.]